# USS Bream (SS-243)
«Брім» (англ. USS Bream (SS-243)) – підводний човен військово-морських сил США типу «Гато», котрий взяв участь у бойових діях Другої Світової війни.
Човен спорудила компанія General Dynamics Electric Boat на верфі у Гротоні, штат Конектикут. Після проходження випробувань «Брім» 10 березня 1944-го року покинув Нью-Лондон (Коннектикут) та 8 травня прибув до Брисбену (східне узбережжя Австралії).

## Походи
Всього човен здійснив шість бойових походів

### 1-й похід
1 червня 1944 року «Брім» вийшов до району до району бойового патрулювання поблизу острова Хальмахера (північна частина Молуккських островів). Тут в середині місяця біля східного узбережжя острова Моротай він атакував об‘єднаний конвой M-23/M-24, котрий прямував до Маніли. Спершу випустили шість торпед та досягли кількох попадань по судну Юкі-Мару, яке розломилось та затонуло разом з 18 членами екіпажу. Потім було уражене Хіноде-Мару, котре втратило хід та почало дрейфувати. На ранок 17 червня це судно сіло на рифи та було покинуте. Під час атаки на Хіноде-Мару загинуло 19 членів екіпажу та 3 пасажири. 29 червня «Брім» прибув на острів Манус (острова Адміралтейства).

### 2-й похід
Тривав з 21 липня по 6 вересня 1944 року та завершився прибуттям до Брисбену. Човен діяв у районі на південь від Філіппін, проте не зміг збільшити свій бойовий рахунок.

### 3-й похід
2 жовтня 1944 року «Брім» вийшов із Брисбену, зайшов 9 жовтня для бункерування до Дарвіну, після чого попрямував до району бойового патрулювання у водах Філіппінського архіпелагу. 23 жовтня у Південнокитайському морі за півтори сотні кілометрів на захід від Маніли він випустив шість торпед по важкому крейсеру «Аоба», який мав узяти участь у загальній контратаці японського флоту проти американських десантних сил, що почали висадку на Філіппіни. Одна з торпед влучила у крейсер, котрий внаслідок цих пошкоджень не зміг узяти участь в битві у затоці Лейте.
4 листопада біля входу до затоки Дасол (західне узбережжя Лусону за дві сотні кілометрів на північний захід від Маніли) «Брім» разом з підводними човнами Guitarro та Ray потопив судно «Каго-Мару». А через два дні за три десятки кілометрів північніше він взяв участь у масованій атаці на важкий крейсер «Кумано», коли підводні човни Guitarro, «Брім», «Ратон» та Ray послідовно випустили 23 торпеди, до половини з яких потрапили у ціль. Хоча «Кумано» не затонув одразу і його змогли відбуксирувати до узбережжя, за два тижні крейсер був там остаточно добитий авіацією. 22 листопада «Брім» прибув до бази у Фрімантлі на західному узбережжі Австралії.

### 4-й похід
Тривав з 19 грудня 1944 по 10 лютого 1945 року та завершився поверненням до Фрімантлу. Човен діяв у Південнокитайському морі та морі Сулу, проте не зміг збільшити свій бойовий рахунок.

### 5-й похід
7 березня 1945 року «Брім» вийшов із Фрімантлу, через три доби пройшов бункерування у затоці Ексмут, після чого попрямував до Яванського моря. 13 березня він артилерйським вогнем потопив тут два вітрильника, а наступного дня в районі за двісті двадцять кілометрів на північний схід від Сурабаї так само артилерією знищив патрульний катер Кейхін-Мару (76 тон). 15 березня «Брім» отримав пошкодження від атаки глибинними бомбами, через що перервав похід та 22 березня прибув до Фрімантлу.

### 6-й похід
20 квітня 1945-го човен вийшов до району бойового патрулювання у Яванському морі. 29 квітня за сотню кілометрів на південь від острова Борнео «Брім» потопив німецьку переобладнану плавучу базу підводних човнів Quito (відома також як «Ейсю-Мару»). 14 – 16 травня човен заходив для короткотермінового ремонту до затоки Субік-Бей (Філіппіни), а завершив похід 5 червня на Сайпані (Маріанські острови). Далі він попрямував для ремонту на верфі Bethlehem Steel Company у Сан-Франциско, котрий тривав до завершення війни.

## Спеціальні завдання
12, 14 та 19 червня 1944 року «Брім» виконував спеціальне завдання у трьох пунктах поблизу острова Моротай (Молуккські острови). Можливо, це було пов’язане із збіром метеорологічних даних для майбутнього вторгнення на архіпелаг Палау.
8 – 9 січня 1945 року човен провів розвідку на банці Тіззард (острови Спратлі у Південнокитайському морі). Спершу при візуальному рекогносцируванні на острові Іту-Абба виявили дві радіостанції, три резервуари для нафти, антену радара, шість великих будівель та спостережну вежу. Вночі сюди висадили двох диверсантів із австралійського спецзагону, котрі мали підірвати сховище пального та інші важливі об’єкти. Втім, після 2,5 годин перебування на березі диверсанти так і не знайшли нічого важливого, зокрема, «резервуари» виявились кам’яними вежами для зберігання зерна.
14 березня 1945 року «Брім» висадив двох радистів на острів у Яванському морі.

## Післявоєнна доля
Вже у січні 1946 року човен вивели в резерв, проте у червні 1951 року знову повернули на службу. Невдовзі «Брім» модернізували у «мисливця за підводними човнами» (SSK-243).
У лютому 1961 року «Брім» перекласифікували у допоміжний підводний човен, а 28 червня 1969-го вивели зі складу ВМФ.
7 листопада 1969 він був використаний як ціль та затонув біля узбережжя Каліфорнії.

## Бойовий рахунок
| Дата       | Назва                                             | Тип                                            | Тоннаж | Місце            |
| 16.06.1944 | Юкі-Мару                                          | вантажне                                       | 5704   | 2°19'N 128°40'E  |
| 16.06.1944 | Хіноде-Мару                                       | вантажне                                       | 1916   | 2°19'N 128°40'E  |
| 04.11.1944 | Кагу-Мару (разом з Guitarro та Ray)               | вантажо-пасажирське                            | 6806   | 15°54'N 119°45'E |
| 06.11.1944 | Кумано (разом з Guitarro, Raton, Ray та авіацією) | важкий крейсер                                 |        | 16°11'N 119°44'E |
| 14.03.1945 | Кейхін-Мару                                       | переобладнаний мисливець за підводними човнами | 76     | 5°41'S 114°3'E   |
| 29.04.1945 | Quito (Тейшо-Мару)                                | переобладнана плавуча база підводних човнів    | 1230   | 4°11'S 111°17'E  |